# Friedrich Tüshaus
Friedrich (Fritz) Tüshaus (né le 3 août 1832 à Münster, mort le 3 septembre 1885 dans la même ville) est un peintre allemand.

## Biographie
Tüshaus est le fils d'Albert Heinrich Josef Tüshaus, tanneur, et de son épouse Gertrud Anna Brockhausen. Très vite il a un talent artistique. En 1852, il s'inscrit à l'académie des beaux-arts de Munichpour apprendre la sculpture ; il a pour camarades Elisabet Ney et Melchior zur Straßen (de). Atteint par la tuberculose, il se tourne alors vers la peinture et étudie au Collège universitaire Artesis d'Anvers de 1857 à 1858. En 1869, il s'installe à Düsseldorf où il y a une liesse pour son école. C'est ici que naissent ses fils Josef et Bernhard (de). Fritz Tüshaus reste aussi en contact avec Münster. Au milieu des années 1870, il participe à des expositions à Berlin et Düsseldorf et visite le sud de l'Allemagne.